# Javier Mascherano
Javier Alejandro Mascherano  (San Lorenzo, 8 de junho de 1984) é um treinador e ex-futebolista argentino que atuava como volante ou zagueiro. Atualmente comanda o Inter Miami.
Conhecido pela plasticidade nos desarmes e pela raça que demonstrava em campo, ganhou notoriedade mundial atuando pelo Liverpool e pelo Barcelona. Atrás apenas de Lionel Messi, Mascherano é o segundo jogador com mais partidas disputadas pela Argentina, com 147 jogos, sendo um dos protagonistas da campanha que terminou com o vice na Copa do Mundo de 2014.

## Carreira como jogador

### River Plate
Atuando como meio-campista, Mascherano foi formado nas categorias de base do River Plate, clube por onde jogou de 2003 a 2005, sendo tratado com muito carinho pela torcida.

### Corinthians
Em 2005 o jogador foi contratado pela empresa MSI, que era comandada pelo empresário Kia Joorabchian, então parceira do Corinthians. Assim, Mascherano chegou ao clube no meio da temporada e fez sua estreia no dia 10 de julho, com uma elogiada atuação numa vitória por 3 a 1 sobre o rival Palmeiras, válida pelo Campeonato Brasileiro.
Apesar da badalada contratação, a passagem de Mascherano pelo Corinthians foi apenas discreta. O volante chegou a passar um longo tempo inativo por causa de uma lesão, uma fratura no pé esquerdo, e deixou de atuar em várias ocasiões pelo clube paulista devido a seguidas convocações para a Seleção Argentina.

### West Ham
Juntamente com o seu companheiro Carlos Tévez, foi contratado pelo West Ham United em setembro de 2006, após a Copa do Mundo. Foi uma passagem rápida porém suficiente para o Liverpool mostrar interesse pelo jogador que migrou para os Reds na temporada seguinte.

### Liverpool

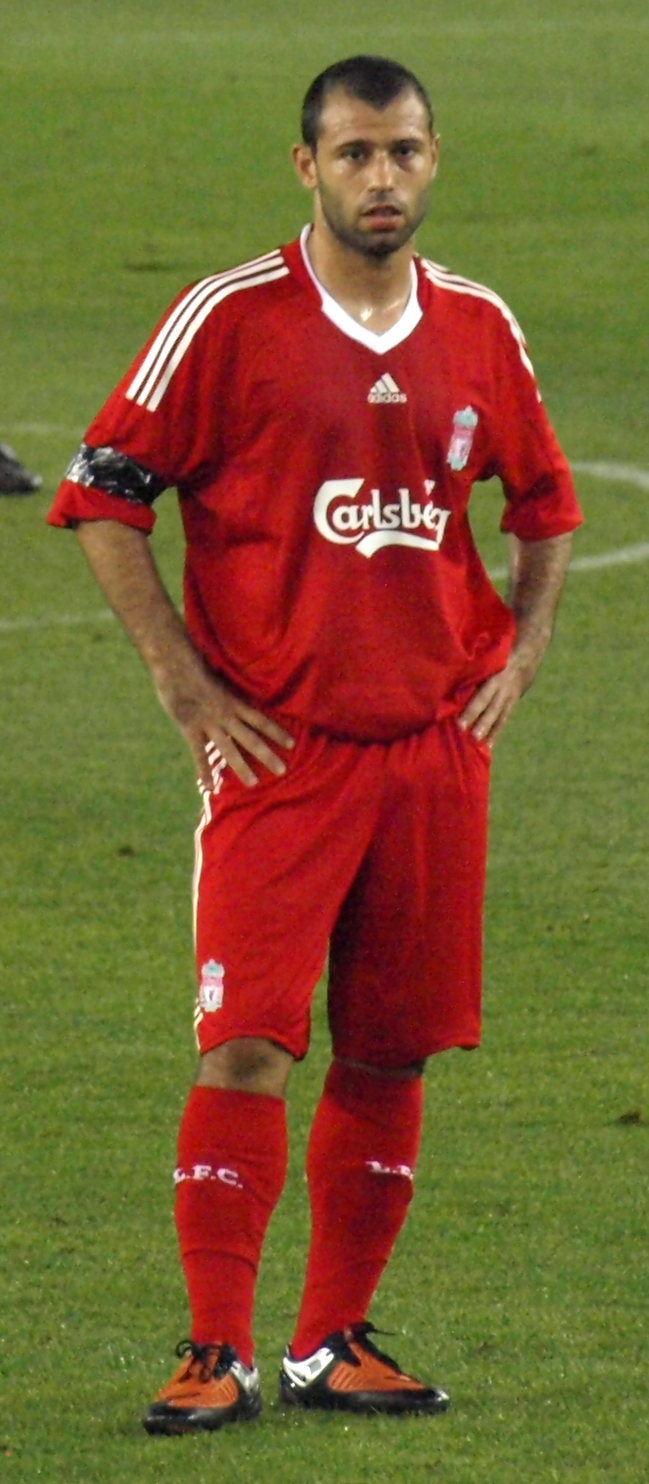
Mascherano atuando pelo Liverpool em 2009

Mascherano chegou ao Liverpool em janeiro de 2007, onde na primeira entrevista cometeu uma gafe, chamando o Liverpool de Red Devils, apelido do rival Manchester United. No Liverpool ficou bastante popular pela raça que mostrava em campo, ganhando rapidamente as graças da torcida, apesar de algumas expulsões. Tendo sua melhor partida num jogo contra os rivais Manchester United numa vitória do Liverpool por 2 a 1, onde os fãs elegeram Mascherano como o melhor jogador em campo.

### Barcelona
Em 27 de agosto de 2010, Liverpool e Barcelona chegaram a um acordo e o volante se transferiu para o clube catalão. Com os problemas de lesão de Carles Puyol, passou a atuar como zagueiro desde a gestão do treinador Josep Guardiola. Sua evolução técnica e tática com Guardiola foi impressionante e rapidamente se tornou titular da defesa do clube catalão. E foi na temporada de 2013–14, já com a saída do treinador, que Mascherano viveu sua melhor temporada pelo Barcelona, sendo eleito o melhor jogador do clube naquela temporada. Foi um dos 23 indicados ao prêmio FIFA Ballon d'Or de 2015.
Em julho de 2016 seu contrato foi ampliado por mais três temporadas.
Após diversas temporadas sem balançar as redes (tendo atuado em 319 partidas), Mascherano enfim marcou seu primeiro gol pelo clube no dia 26 de abril de 2017, de pênalti, numa goleada por 7–1 contra o Osasuna.
Já no início da temporada de 2017–18, voltando de uma lesão, o jogador tornou-se reserva na equipe, o que fez alguns torcedores contestarem a decisão do treinador. A partir do final de setembro e o início de outubro de 2017, Mascherano voltou a ter boas atuações e voltou a atuar como titular em algumas partidas.
Em 23 de janeiro de 2018, o Barcelona anunciou a saída de Mascherano após sete anos e meio, onde também organizou uma cerimônia de despedida com transmissão pela internet.

### Hebei China Fortune
O volante foi oficialmente apresentado como reforço do Hebei China Fortune, da Superliga Chinesa, no dia 24 de janeiro de 2018.

### Estudiantes e aposentadoria
Em 25 de janeiro de 2020 foi contratado pelo Estudiantes, assinando por dezoito meses.
No dia 15 de novembro, aos 36 anos e após apenas sete partidas disputadas pelo clube argentino, anunciou a sua aposentadoria.

## Seleção Nacional

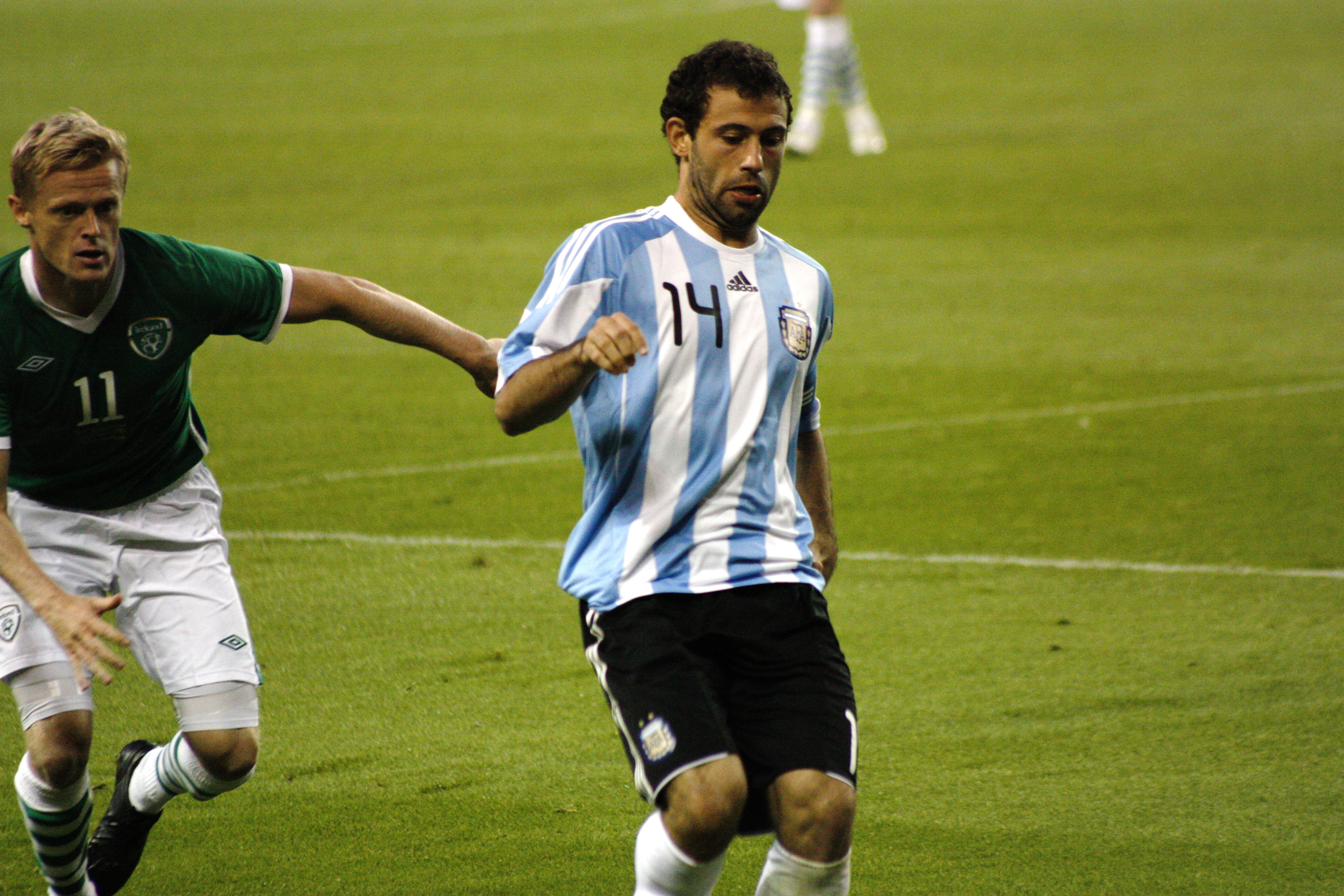
Mascherano é o único futebolista argentino a conquistar duas medalhas de ouro olímpicas: em 2004 e 2008

Sua estreia pela Seleção Argentina principal, ocorrida em 16 de julho de 2003, contra o Uruguai, foi surpreendente. Aos 19 anos, Javier Mascherano não havia estreado ainda pelo River, mas foi convocado e entrou em campo sob o comando do então treinador Marcelo Bielsa.
No ano seguinte, em 2004, o volante foi campeão olímpico nas Olimpíadas de Atenas. Já em 2008, nas Olimpíadas de Pequim, sagrou-se bicampeão e faturou sua segunda medalha de ouro, atuando numa equipe que continha nomes como Lionel Messi, Juan Román Riquelme, Ángel Di María e Sergio Agüero.
Participou das Copas do Mundo FIFA de 2006, 2010, 2014 e 2018. Mascherano realizou sua estreia em mundiais no dia 10 de junho de 2006, sendo titular na vitória por 2–1 contra a Costa do Marfim, válida pela fase de grupos da Copa do Mundo realizada na Alemanha.
Após a eliminação nas oitavas de final para a França na Copa do Mundo de 2018, o jogador anunciou sua aposentadoria da Seleção Argentina.

## Carreira como treinador

### Argentina Sub-20
No dia 10 de dezembro de 2021, Mascherano foi anunciado como treinador da Seleção Argentina Sub-20, onde iniciou os trabalhos em janeiro de 2022.

### Argentina Sub-23
O ex-volante também comandou a Seleção Argentina Sub-23, na qual disputou o Torneio Pré-Olímpico e se classificou para as Olimpíadas de 2024, onde viu a Albiceleste ser eliminada nas quartas de final para a anfitriã França.

### Inter Miami
Em novembro de 2024, foi anunciado como novo treinador do Inter Miami.

## Vida pessoal
Mascherano tem como companheira de longa data Fernanda Moreno, com quem teve duas filhas: Alma e Lola. Em maio de 2015 foi lançado o livro biográfico Jefe – La biografía, escrito por Andrés Eliceche e Alfredo Ves Losada.

## Estatísticas
Atualizadas até 30 de junho de 2018

### Seleção Argentina
| Ano   |       |      |
| Ano   | Jogos | Gols |
| ----- | ----- | ---- |
| 2003  | 1     | 0    |
| 2004  | 10    | 0    |
| 2005  | 3     | 0    |
| 2006  | 8     | 0    |
| 2007  | 14    | 2    |
| 2008  | 10    | 0    |
| 2009  | 10    | 0    |
| 2010  | 9     | 0    |
| 2011  | 14    | 0    |
| 2012  | 8     | 0    |
| 2013  | 9     | 0    |
| 2014  | 15    | 1    |
| 2015  | 12    | 0    |
| 2016  | 13    | 0    |
| 2017  | 5     | 0    |
| 2018  | 7     | 0    |
| Total | 147   | 3    |

|    | Data               | Local                   | Resultado | Adversário        | Gols | Competição           |
| -- | ------------------ | ----------------------- | --------- | ----------------- | ---- | -------------------- |
| 1. | 5 de julho de 2007 | Barquisimeto, Venezuela | 1–0       | Paraguai          | 1    | Copa América de 2007 |
| 2. | 8 de julho de 2007 | Barquisimeto, Venezuela | 4–0       | Peru              | 1    | Copa América de 2007 |
| 3. | 4 de junho de 2014 | Buenos Aires, Argentina | 3–0       | Trinidad e Tobago | 1    | Amistoso             |

## Títulos
River Plate
- Campeonato Argentino: 2003 (Clausura) e 2004 (Clausura)

Corinthians
- Campeonato Brasileiro: 2005

Barcelona
- La Liga: 2010–11, 2012–13, 2014–15 e 2015–16
- Liga dos Campeões da UEFA: 2010–11 e 2014–15
- Supercopa da UEFA: 2011 e 2015
- Supercopa da Espanha: 2011, 2013 e 2016
- Copa do Mundo de Clubes da FIFA: 2011 e 2015[23]
- Copa do Rei: 2011–12, 2014–15, 2015–16 e 2016–17

Seleção Argentina
- Medalha de ouro nos Jogos Olímpicos: 2004 e 2008

### Prêmios individuais
- Memorial Aldo Rovira - melhor jogador do Barcelona da temporada 2013-14[24]
- 18º melhor jogador do ano de 2014 (L'Équipe)
- 37º melhor jogador do ano de 2015 (FourFourTwo)
- Equipe ideal da Copa América: 2015 e 2016
- 62º melhor jogador do ano de 2016 (The Guardian)[25]
- Equipe ideal CONMEBOL da década 2011–2020 pela IFFHS[26]